# SK Telecom
SK Telecom (кор. SK텔레콤) — южнокорейский оператор сотовой связи, входящий в чеболь SK Group. По состоянию на 2011 год занимает 50,5 процентов рынка сотовой связи страны.

## История
SK Telecom была основана в 1984 году, называлась тогда Korea Mobile Telecommunications и была дочкой государственной компании Korea Telecom (KT) (в то время государственной монопольной телефонной компании).
В 1994 году была приватизирована и продана корпорации SK Group, теперь являющейся из четырёх крупнейших чеболей Южной Кореи.
В 2020 компания в составе других операторов сотовой связи перешла на стандарт 5G, а Южная Корея стала первой страной в мире, создавшей национальную сеть 5G.

## Инциденты
8 мая 2025 год возникли проблемы с утечкой информации 25 млн пользователей https://www.cnews.ru/news/top/2025-05-06_krupnejshij_operator_mobilnoj